# Lissochlora sanguinipunctata
Lissochlora sanguinipunctata là một loài bướm đêm trong họ Geometridae.